# Bluetip
Bluetip — американський пост-хардкор гурт із Вашингтона, округ Колумбія.
Гурт існував у 1995—2002 роках, та возз'єднувався у 2008 році.

## Історія

### 1995—2002 роки
У березні 1995 році, через кілька років після розпаду гурту Swiz, колишні учасники, Джейсон Фаррелл і Дейв Стерн, возз'єдналися, щоб разом з басистом Джейком Кампом і барабанщиком Заком Еллером (Worlds Collide) створити гурт Bluetip.
Спочатку гурт мав назву The Ohio Blue Tip, однак назву скоротили до Bluetip.
Загалом Bluetip випустили три альбоми на Dischord Records, а також кілька синглів і спільних релізів на різних лейблах. Гурт невпинно гастролював, здійснюючи багато подорожей США, Європою та Японією.
Потрясіння в гурті призвели до ряду змін у складі: Зак Еллер пішов невдовзі після випуску їхнього першого альбому «Dischord No. 101», і зрештою його замінив Дейв Брайсон.
Дейв Стерн пішов після випуску альбому «Join Us» і був замінений Брайаном Кленсі, залишивши Джейсона Фаррелла і Джейка Кампома єдиними оригінальними учасниками.
У 2001 році Фаррелл переїхав до Нью-Йорка. У січні 2002 року гурт остаточно розпався. Фаррелл: «Bluetip розпався через те, що учасники гурту погано ладнали, а окремі люди посилалися на творчі розбіжності.»

### 2008 (возз'єднання)
У 2008 році гурт Bluetip знову возз'єднався, щоб відправитися в тур з гуртом Hoover. Фаррелл: «Ми знову зібралися, тому що ми залишилися близькими друзями і хотіли знову об'єднатися в музичному плані.»

### Інші проєкти учасників
Фаррелл (Farrell) і Джо Горелік (Joe Gorelick) з Bluetip до яких приєднався басист Джим Кімбол (Jim Kimball), продовжили створювати музику в дуже схожому ключі у гурті Retisonic, починаючи з 2002 року.
У 2013 році був створений гурт Red Hare, серед засновників:
- Фаррелл (Farrell) — колишній учасник Bluetip, Swiz, Sweetbelly Freakdown;
- Горелік (Gorelick) — колишній учасник Bluetip;
- Дейв Стерн (Dave Stern) — колишній учасник Bluetip, Swiz, Sweetbelly Freakdown;
- Шон Браун (Shawn Brown) — колишній учасник Swiz, Sweetbelly Freakdown.[5]

На деяких живих виступах гурт Red Hare, на додачу до оригінальних пісень гурту Red Hare, виконує пісні гурту Swiz.

## Склад гурту

### Остаточний склад
- Браян Кленсі (Brian Clancy) — гітара, 1999—2001
- Джейсон Фаррелл (Jason Farrell) — гітара/вокал
- Джеймс А. Кумп (James A. Kump) — бас
- Areif Dasha Sless-Kitain — ударні, 2000—2001

### Попередні учасники
- Дейв Брайсон (Dave Bryson) — ударні, 1998—2000
- Зак Еллер (Zac Eller) — ударні, 1995—1996
- Джо Горелік (Joe Gorelick) — ударні, 1996
- Аарон Форд (Aaron Ford) — ударні, 1996—1998
- Дейв Стерн (Dave Stern) — гітара, 1995—1999

## Дискографія

### Студійні альбоми
- Dischord No. 101 (Dischord, June 1996)[6]
- Join Us (Dischord, November 1998)[7]
- Polymer (Dischord, September 2000)[8]

### Сингли та мініальбоми
- Ohio 7-inch (Discord/Hellfire, August 1995)
- Bluetip/Kerosene 454 split 7-inch (Maggadee, September 1996)
- Join Us/No. 2 7-inch (Dischord, March 1998)
- Bluetip/NRA split 7-inch (B-Core Disc, November 1999)
- Hot (-) Fast (+) Union CDEP (Slowdime, May 2000)

### Збірні альбоми
- Post Mortem Anthem (Dischord, 2001)[9]

### Збірні виступи
- Not One Light Red: A Desert Extended (Sunset Alliance, 2002) — «Newport»